# 海岛大亨5
《海岛大亨5》是一款由Haemimont Games开发，Kalypso Media发行的模拟建筑和经营类游戏。玩家扮演一个加勒比海岛的统治者。作为统治者，玩家可以选择独立进入冷战状态，也可以颁布宪法，来完成统治规则。

## 情节
玩家可以选择不同时代开始游戏。此作的时代分为：殖民时期，一战时期，冷战时期和现代时期。不同的时代解锁不同的建筑物。

## 影射人物
包括切·格瓦拉、菲德爾·卡斯楚、皮諾契特、馬克西米利亞諾·埃爾南德斯·馬丁內斯、阿夫達拉·海梅·布卡拉姆·奧爾蒂斯、拉斐爾·特魯希略、伊娃·裴隆、薩拉查、斯特羅斯納、曼努埃爾·諾列加、博卡薩、馬里亞諾·梅爾格雷霍、弗朗索瓦·杜瓦利埃、安納斯塔西奧·索摩查·加西亞、奈溫、恩維爾·霍查、尼古拉·齊奧塞斯庫、金正日、薩帕爾穆拉特·尼亞佐夫、弗朗西斯科·马西亚斯·恩圭马、伊迪·阿敏、蒙博托·塞塞·塞科在內等世界知名政治人物。

## 主要变化
在5代中，增加了迷雾。当玩家开始游戏时，只有初期建筑物周围是可见状态，其他均为迷雾，需要通过探索发现详细资料。

## 评价
海岛大亨5收到较为正面的评价。评论网站GameRankings在通过34个点评后给予75.24%。Metacritic在通过51个点评后给出了75/100的分数。